# Vincent d'Indy
Paul Marie Théodore Vincent d'Indy (París, 27 de marzo de 1851 - París, 2 de diciembre de 1931), fue un destacado compositor y profesor de música francés. Fue uno de los fundadores de la Schola Cantorum de París.

## Biografía
Nació en una familia militar, monárquica y católica, originaria del Vivarais (Ardèche). Durante su infancia, iba cada vacación a la mansión familiar de Chabret, cerca de Valence, en Ardèche. Tanto Valence como la granja de los d'Indy estaban cerca de los Alpes, y por consiguiente, cerca de Suiza. Estos paisajes inspiraron posteriormente sus obras. 
Recibió lecciones de piano desde muy pequeño, pero siguiendo el deseo de su familia, estudió Derecho. No obstante, después se decidió por la música. Se convirtió en discípulo y devoto seguidor de César Franck en el Conservatorio de París; como tal, admiraba el sinfonismo alemán. 
En el año 1875 se casó con Isabelle de Pampelonne, su prima hermana. Con ella emprendió, en 1880, un breve viaje a Suiza, como un pretexto siendo el verdadero objetivo visitar Alemania, donde conoció Núremberg y Múnich, así como Austria, en concreto Viena. Posteriormente, en 1884, después de haber pasado algunas semanas en Ardèche, partió a pie a través de Suiza, donde toma notas de ideas musicales, paseando por la naturaleza.
Es bien conocido como cofundador, junto a Charles Bordes y Alexandre Guilmant, de la Schola Cantorum de París, un conservatorio seguidor de César Franck, en 1894. Inicialmente se creó para el estudio de la música religiosa. Esta escuela, con el tiempo, se convirtió en una escuela superior de enseñanza musical. D'Indy dio clases allí hasta su muerte, compatibilizando este trabajo con el de profesor en el Conservatorio de París. Consideró la enseñanza más como una misión que como una forma de vida y fundó la Schola Cantorum con sus propios recursos. Puso en práctica su creencia de que la educación musical debe formar a un músico por completo, que incorpore el conocimiento de la teoría musical y la historia de la música, así como las habilidades prácticas de la interpretación musical, todo esto en directo contraste a las prácticas del Conservatorio, conocido como una escuela que generaba intérpretes profesionales con poco conocimiento de la historia y de los elementos teóricos de la música.
Fue el principal responsable de la creación, con la etiqueta de Ars gallica, de una música "francesa". Ha sido acusado de antisemitismo (como su inspirador musical, Wagner). La Légende de Saint-Christophe es sin duda la única ópera antisemita de la música francesa. Su ideología monárquica le llevó a afiliarse al partido de derechas Action Française (Acción Francesa). Igualmente fue conservador en música: partidario de la armonía, se opuso a las invenciones musicales de Bartók y de Schönberg. No obstante, se ganó el respeto de músicos totalmente opuestos a su visión musical, como Camille Saint-Saëns, Claude Debussy, Pierre Monteux, y Charles Munch.
Entre sus numerosos alumnos se encuentran Erik Satie, Bohuslav Martinů, Louis Fourestier, Albert Roussel, Isaac Albéniz, Joaquín Turina, Jesús Guridi, José María Usandizaga, Arthur Honegger, Darius Milhaud (de familia judía), Guillermo Uribe Holguín, Emiliana de Zubeldía, Alfonso Broqua, y Joseph Canteloube (que más tarde escribió una biografía de d'Indy). 
Pocas obras de d’Indy se ejecutan hoy en día con regularidad. Las obras más conocidas son la Symphonie Cévenole o Symphonie sur un chant montagnard français (Sinfonía sobre un canto montañés) para piano y orquesta, (1886), e Istar (1896), un poema sinfónico en forma de variaciones. 
Compuso música sinfónica, de cámara, obras para piano y para voz, así como diversas óperas, incluyendo Fervaal (1897). Como en el caso de Franck, las obras de d'Indy muestran la influencia de Richard Wagner (d'Indy asistió al estreno del Der Ring des Nibelungen (El Anillo de los Nibelungos) de Wagner en el teatro de Bayreuth Festspielhaus en 1876).
D'Indy ayudó a revitalizar gran número de obras de música antigua. Por ejemplo, hizo una edición de la ópera de Claudio Monteverdi L'incoronazione di Poppea.
Sus escritos musicales incluyen un Cours de composition musicale (Curso de composición musical) en tres volúmenes (1903), escrito en colaboración, así como estudios sobre Franck (con una biografía que supone un gran testimonio del organista de Saint-Clotilde, aunque de claro corte fanático) y Beethoven.
En octubre de 1930, dio un concierto en Barcelona, dirigiendo a la orquesta de Pablo Casals en una interpretación de su Sinfonía n.º 2 en Si bemol, opus 57, en cuatro movimientos, compuesta en 1902-1903.

## Referencias

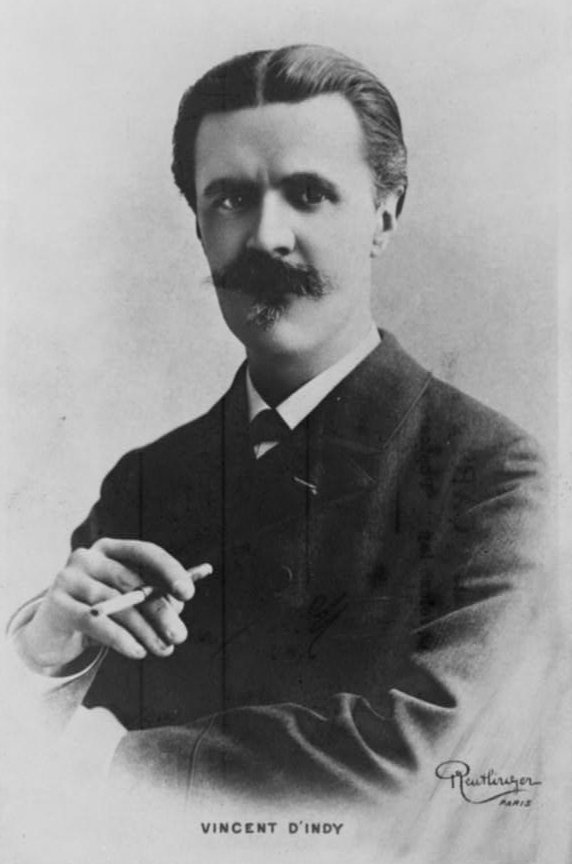
Vincent d'Indy (1880).

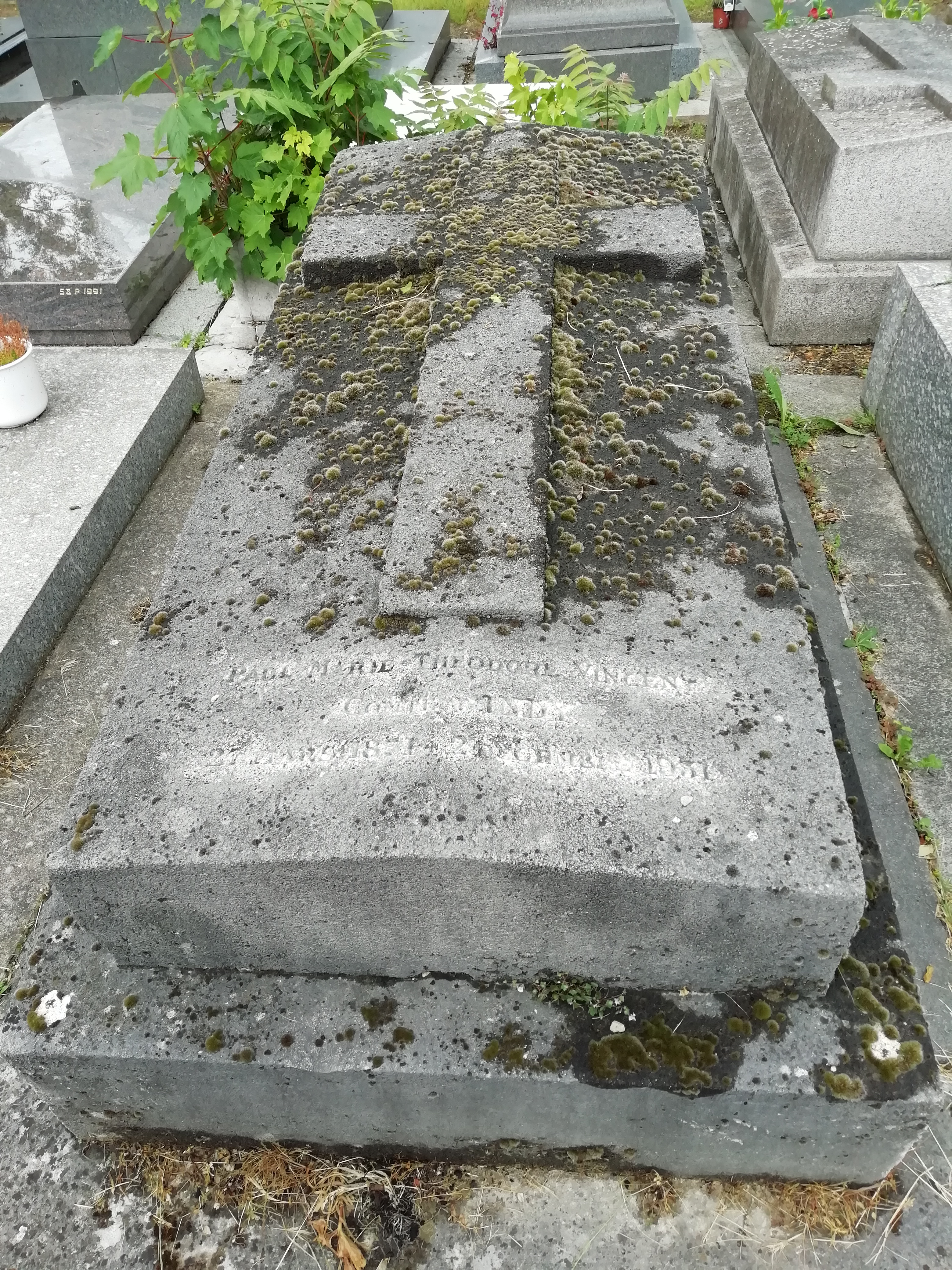
Tumba (Cimetière du Montparnasse, Paris).

## Catálogo de obras
| Año       | Opus     | Obra | Tipo de obra              |
| --------- | -------- | --- | ------------------------- |
| 1869      | Opus 001 | Sonata para piano en Do menor | Música de piano           |
| 1872      | Opus 002 | La chanson des aventuriers de la mer para coro masculino, piano, y quinteto de cuerda, sobre texto de Victor Hugo | Música vocal              |
| 1871      | Opus 003 | Attente, canción para voz y piano sobre texto de Victor Hugo | Música de voz y piano     |
| 1872      | Opus 004 | Madrigal, canción para voz y piano sobre texto de Bonnières | Música de voz y piano     |
| 1874-75   | Opus 005 | Jean Hundaye, sinfonía | Música de cámara          |
| 1876      | Opus 006 | Antoine et Cléopatre, obertura sobre textos de Shakespeare | Música de orquesta        |
| 1878-88   | Opus 007 | Cuarteto con piano en La menor | Música de piano           |
| 1878      | Opus 008 | La forêt enchantée [El bosque encantado] (Harald), leyenda sinfónica sobre texto de Uhland | Música de orquesta        |
| 1880      | Opus 009 | Petite sonata dans la forme classique para piano | Música de piano           |
| 1880      | Opus 010 | Plainte de Thécla, canción sobre textos de Bonnières y Friedrich Schiller | Música de voz y piano     |
| 1876-79   | Opus 011 | Au galop (Melodie espagnole), canción sobre texto de Bonnières | Música de voz y piano     |
| 1870-81   | Opus 012 | Wallenstein, tres oberturas sinfónicas (textos de Schiller) [1. Le camp - 2. Les piccolomini - 3. La mort de Wallenstein] | Música de orquesta        |
| 1881      | Opus 013 | Clair de lune, canción para soprano y piano sobre textos de Victor Hugo (orch. 1881) | Música de voz y piano     |
| 1876-82   | Opus 014 | Attendez-moi sous l'orme [Espérame bajo el olmo], ópera cómica en un acto con texto de J. Prével | Ópera                     |
| 1881      | Opus 015 | Poème des montagnes, poema sinfónico para piano | Música de piano           |
| 1882      | Opus 016 | Quatre pièces para piano | Música de piano           |
| 1882      | Opus 017 | Helvétia, tres valses para piano (1882). Esta obra es un testimonio de sincero aprecio hacia Suiza, ilustrando su reciente viaje a este país, al regreso de Bayreuth. Son valses en forma de lied, y cada uno lleva el nombre de un lugar de la Suiza alemana. Así, Aarau, el primer vals, parece reflejar la gracia indolente de Gabriel Fauré a quien está dedicado. Su ritmo sincopado y sus variaciones ofrecen una impresión de equilibrio expresivo. Por su parte, Schinznach, el segundo vals, dedicado a André Messager, parece menor recinado excepto la encantadora relación tonal que aúna las repeticiones del motivo principal. Y, en fin, Laufenburg, el tercer y último vals, dedicado a su anciano maestro de piano Louis Diémer, posee en sus cinco secciones una escritura sensible y tierna. | Música de piano           |
| 1879-83   | Opus 018 | Le chant de la cloche [El Canto de la campana], leyenda dramática con prólogo y siete escenas, es una leyenda dramática con texto de d'Indy basado en la balada de Schiller, para solistas, doble coro y orquesta, también adaptado a la escena. D'Indy, que escribió con Robert de Bonnières todo el poema, situó la historia en una villa "libre" del norte de Suiza, a finales del siglo XIV y a principios del siglo XV. | Música de coro y orquesta |
| 1884      | Opus 019 | Lied para violonchelo o viola y orquesta | Música de orquesta        |
| 1884      | Opus 020 | L'amour et la crane, canción para voz y piano con texto de Charles Baudelaire | Música de voz y piano     |
| 1884      | Opus 021 | Saugefleurie, leyenda para orquesta sobre texto de Bonnières | Música de orquesta        |
| 1885      | Opus 022 | Cantate Domino, cántico para tres voces y órgano | Música vocal              |
| 1885      | Opus 023 | Sainte Marie-Madeleine, cantata para soprano, voces femeninas, piano y armonio | Cantata                   |
| 1886      | Opus 024 | Suite dans la style ancien en Re para trompeta, dos flautas y cuarteto de cuerda | Música de cámara          |
| 1886      | Opus 025 | Symphonie sur un chant montagnard français (Symphonie cévenoleo Sinfonía sobre un tema montañés) para piano y orquesta | Música de orquesta        |
| 1886      | Opus 026 | Nocturne para piano | Música de piano           |
| 1887      | Opus 027 | Promenade para piano | Música de piano           |
| 1885      | Opus 028 | Sérénade et valse para orquesta | Música de orquesta        |
| 1887      | Opus 029 | Trío en Si bemol para clarinete o violín, violonchelo y piano | Música de cámara          |
| 1897      | Opus 030 | Schumanniana, tres canciones sin palabras para piano | Música de piano           |
| 1888      | Opus 031 | Fantaisie sur de thèmes populaires français para oboe y orquesta | Música de orquesta        |
| 1888      | Opus 032 | Sur la mer, para voces femeninas | Música vocal              |
| 1889      | Opus 033 | Tableaux de voyage, trece piezas para piano | Música de piano           |
| 1890      | Opus 034 | Karadec, música incidental para el drama de A. Alexandre | Música incidental         |
| 1890      | Opus 035 | Cuarteto de cuerda nº 1, en Re | Música de cámara          |
| 1892      | Opus 036 | Tableaux de voyage (orq. 1892 sobre obras para piano Op. 33/1. 2. 5. 4, 6, 13) | Música de orquesta        |
| 1893      | Opus 037 | Cantate de fête pour l'inauguration d'une statue para barítono, voces, y orquesta sobre texto de E. Augier | Cantata                   |
| 1893      | Opus 038 | Prélude et petit canon à trois parties para órgano | Música de órgano          |
| 1894      | Opus 039 | L'art et le peuple, para cuatro voces masculinas sobre texto de Hugo (orq., 1918) | Música vocal              |
| 1897      | Opus 040 | Fervaal, acción musical con prólogo y tres actos, sobre un poema de Vincent d'Indy; esta ópera se estrenó en el teatro de la Monnaie (Bruselas, Bélgica) en el 12 de marzo de 1897. | Ópera                     |
| 1896      | Opus 041 | Deus Israel conjungat vos, motete para cuatro o seis voces | Música vocal              |
| 1896      | Opus 042 | Istar, variaciones sinfónicas, basada en una leyenda asiria. | Música de orquesta        |
| 1896      | Opus 043 | Lied maritime, canción para voz y piano | Música de voz y piano     |
| 1897      | Opus 044 | Ode à Valence, para soprano, voces masculinas y orquesta, sobre texto de Genest | Música de orquesta        |
| 1897      | Opus 045 | Cuarteto de cuerda nº 2 en Mi | Música de cámara          |
| 1898      | Opus 046 | Les noces d'or du sacerdoce, cántico para voz y armonio sobre textos de P. Delaporte | Música vocal              |
| 1898      | Opus 047 | Médée, música incidental sobre texto de C. Mendès | Música incidental         |
| 1898      | Opus 048 | La première dent, canción para voz y piano sobre texto de J. de La Laurencie | Música de voz y piano     |
| 1898      | Opus 049 | Sancta Maria, succure miseris, motete para dos voces iguales y órgano | Música vocal              |
| 1898      | Opus 050 | Chansons et danses para instrumentos de viento | Música de orquesta        |
| 1899      | Opus 051 | Vêpres du commun des martyrs para órgano | Música de órgano          |
| 1900      | Opus 052 | Quatre-vingts huit chansons populaires du Vivarais | Música vocal              |
| 1898-1901 | Opus 053 | L'Étranger [El extranjero], acción musical en dos actos (Teatro de la Monnaie, Bruselas, 1903). | Ópera                     |
| 1903      | Opus 054 | Marche du 76ème régiment d'infanterie para banda militar | Música de orquesta        |
| 1903      | Opus 055 | Choral varié, para saxofón o viola y orquesta | Música de orquesta        |
| 1903      | Opus 056 | Mirage, canción para voz y piano sobre texto de P. Gravollet | Música de voz y piano     |
| 1902-03   | Opus 057 | Sinfonía nº 2 en Si bemol | Música de orquesta        |
| 1904      | Opus 058 | Les yeux de l'aimée, canción para voz y piano | Música de voz y piano     |
| 1903-04   | Opus 059 | Sonata para violín en Do | Música de cámara          |
| 1904      | Opus 060 | Petite chanson grégorienne para piano a cuatro manos | Música de piano           |
| 1905      | Opus 061 | Jour d'été à la montagne, tríptico sinfónico | Música de orquesta        |
| 1906      | Opus 062 | Souvenirs, poema para orquesta | Música de orquesta        |
| 1907      | Opus 063 | Sonata para piano en Mi | Música de piano           |
| 1907      | Opus 064 | Vocalise, canción para voz y piano | Música de voz y piano     |
| 1909      | Opus 065 | Menuet sur le nom d'Haydn para piano | Música de piano           |
| 1911      | Opus 066 | Pièce en Mi bemol para armonio (pub. para órgano (1912) y como Prélude (1913) | Música de órgano          |
| 1908-15   | Opus 067 | La légende de Saint-Christophe, drama sacro en tres actos (libreto de d'Indy sobre la leyenda áurea de J. de Voragine). esta ópera se representó por vez primera en 1920, en la Grand Opéra de París. | Ópera                     |
| 1908-15   | Opus 068 | Treize pièces brèves para piano | Música de piano           |
| 1908-15   | Opus 069 | Douze pièces brèves fáciles dans le style classique de la fin du XVIIIe siècle para piano | Música de piano           |
| 1916-18   | Opus 070 | Sinfonía nº 3, Sinfonia brevis de bello gallico [Sinfonía breve sobre la Guerra de las Galias] | Música de orquesta        |
| 1907-18   | Opus 071 | Cent thèmes d'harmonie et réalisations |                           |
| 1918      | Opus 072 | Sarabande et menuet per a quintet de vent (arr. de lº Op. 24 | Música de cámara          |
| 1918      | Opus 073 | Sept chants de terroir para piano a cuatro manos | Música de piano           |
| 1919      | Opus 074 | Pour les enfants de tous les âges, veinticuatro piezas para piano | Música de piano           |
| 1919      | Opus 075 | Pentecosten, veinticuatro cánticos populares gregorianos, para voz, coro y órgano | Música vocal              |
| 1919-20   | Opus 076 | Veronica, música incidental sobre texto de Charles Gos (joven literato suizo que lo visitó en la primavera de 1913, enseñándole el drama alpino que había compuesto), en cinco actos. | Música incidental         |
| 1919-21   | Opus 077 | Poèmes des rivages, suite sinfónica, dedicada a diversos paisajes marítimos. | Música de orquesta        |
| 1921      | Opus 078 | Dos canciones escolares para dos voces sobre texto anon. | Música vocal              |
| 1922      | Opus 079 | Ave, regina coelorum, motete para cuatro voces | Música vocal              |
| 1922      | Opus 080 | Le rêve de Cinyras [El sueño de Cinyras], ópera o comedia musical en tres actos sobre texto de X. de Courville | Ópera                     |
| 1924      | Opus 081 | Quinteto con pianos en Sol menor | Música de cámara          |
| 1924      | Opus 082 | Trois chansons populaires françaises para cuatro voces | Música vocal              |
| 1925      | Opus 083 | Deux motets en l'honneur de la canonisation de Saint Jean Eudes para cuatro voces | Música vocal              |
| 1924-25   | Opus 084 | Sonata para violonchelo en Re mayor, fue estrenada el 5 de marzo de 1926 en la Salle des Agriculteurs (París) por Edwige Bergeron (violonchelo) y Vincent d'Indy (piano). | Música de cámara          |
| 1925      | Opus 085 | Thème varié, fuga y coral para piano | Música de piano           |
| 1925      | Opus 086 | Contes de fées, cinco piezas para piano | Música de piano           |
| 1925-26   | Opus 087 | Diptyque méditerranéen para orquesta, poema sinfónico en dos partes Soleil matinal y Soleil vesperal. | Música de orquesta        |
| 1926      | Opus 088 | O dominea mea, motete para dos voces iguales y órgano | Música vocal              |
| 1926      | Opus 089 | Concierto para flauta, violonchelo y cuerda | Música de cámara          |
| 1927      | Opus 090 | Six chants populaires français | Música vocal              |
| 1927      | Opus 091 | Suite para flauta, trío de cuerda y arpa | Música de cámara          |
| 1927      | Opus 092 | Sexteto en Si bemol para dos violines, dos violas y dos violonchelos | Música de cámara          |
| 1928      | Opus 093 | Le bouquet de printemps para tres voces femeninas sobre texto anon. | Música vocal              |
| 1928      | Opus 094 | Madrigal à deux voix, canción para soprano y violonchelo sobre texto de Carlos de Orleans | Música vocal              |
| 1928      | Opus 095 | Six paraphrases sur des chansons enfantines de France |                           |
| 1928-29   | Opus 096 | Cuarteto de cuerda nº 3 en Re bemol | Música de cámara          |
| 1929      | Opus 097 | Les trois fileuses, para tres voces iguales sobre texto de M. Chevais | Música vocal              |
| 1929      | Opus 098 | Trío con piano en Sol | Música de cámara          |
| 1930      | Opus 099 | Fantaisie sur un viel air de ronde française para piano | Música de piano           |
| 1930      | Opus 100 | Six chants populaires français para cuatro voces | Música vocal              |
| 1930      | Opus 101 | Cinquante chansons populaires du Vivarais | Música vocal              |
| 1931      | Opus 102 | Chanson en form de canon à l'octave para soprano y barítono | Música vocal              |
| 1931      | Opus 103 | Chant de nourrice para tres voces iguales con texto de J. Aicard | Música vocal              |
| 1931      | Opus 104 | Le forgeron para tres voces y cuarteto de cuerda con texto de Aicard | Música vocal              |
| 1931      | Opus 105 | La vengeance du mari para soprano y dos tenores, cuatro voces, y pequeña banda de viento o piano (pub. como Op. 104) | Música vocal              |
| 1870-72   | s.op.    | Sinfonía n.º 1, Symphonie italienne | Música de orquesta        |
| 1871      | s.op.    | La divine comédie, poema sinfónico sobre textos de Dante | Música de orquesta        |
| 1871      | s.op.    | Scherzo en Re para cuarteto con piano | Música de cámara          |
| 1897      | s.op.    | Mosaïque sur Fervaal para banda militar | Música de orquesta        |
| 1907-15   | s.op.    | Trois petites pièces [1. en Re para flauta y piano - 2. en Si bemol para clarinete y piano - 3. en Fa para trompa y piano] | Música de cámara          |
| 1911      | s.op.    | Rondino para cuatro trompetas | Música de cámara          |
| 1931      | s.op.    | Cuarteto de cuerda nº 4 (incompleto) | Música de cámara          |
| 1870      | s.op.    | Quatre romances sans paroles | Música de piano           |
| 1909      | s.op.    | O gai soleil para dos voces | Música vocal              |
| 1909      | s.op.    | Vive Henry quatre para cuatro voces e instrumentos de viento o piano, armonización de canción anón. | Música vocal              |
| 1888      | s.op.    | L'Académie Française nous a nommés tous trois, autor de la letra dudoso, posiblemente d'Indy | Música de voz y piano     |
| 1892      | s.op.    | Vingt-neuf chansons populaires du Vivarais et du Vercors | Música de voz y piano     |
| 1896      | s.op.    | Deux chansons enfantines | Música de voz y piano     |
| 1926      | s.op.    | Six chansons anciennes du Vivarais | Música de voz y piano     |
| 1927      | s.op.    | Ariette pour Tina | Música de voz y piano     |
| 1931      | s.op.    | Cinq chansons folkloriques et deux rigaudons à une voix | Música de voz y piano     |

## Discografía
- Sinfonías nº 1 y 2 por Aldo Ciccolini, Orquesta nacional del Capitole de Toulouse, dirigida por Michel Plasson y la Orquesta de París dirigida por Serge Baudo.
- Diptyque méditerranéan; Poème des rivages. Orquesta Filarmónica de Monte Carlo, dirigida por Prêtre.
- Symphonie sur un chant montagnard français (Symphonie cévenole). Orquesta Sinfónica de Berna, dirigida por Peter Maag, con Michel Block al piano.